# Перкофовые
Перко́фовые (лат. Percophidae) — семейство лучепёрых рыб из отряда Trachiniformes. Распространены в водах Атлантического, Тихого и Индийского океанов.

## Описание
Перкофовые — небольшие хищные рыбы: самый крупный вид, Percophis brasiliensis, достигает в длину 50 см, но размеры прочих видов варьируются от 10 до 20 см в длину. Данные рыбы имеют уплощённую снизу и сверху голову и крупные глаза с небольшим пространством между ними. Два спинных плавника, в первом 6 колючих лучей, а во втором  13—18 мягких лучей. В анальном плавнике нет колючих лучей, 15—25 мягких лучей. Брюшной плавник имеет один колючий и пять мягких лучей, между основаниями брюшных плавников большое расстояние. Тело этих рыб покрыто чешуёй, их цвет в основном коричневый с нечёткими тёмными пятнами по всему телу. Обитают на глубине 100—600 м. Они слишком мелкие и слишком редко встречаются, чтобы представлять интерес для рыбаков.

## Подсемейства и роды
В семейство включают три подсемейства с 11 родами и 50 видами:

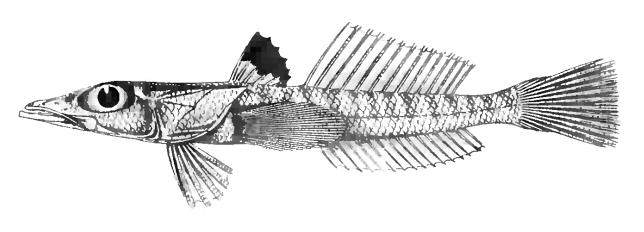
Bembrops platyrhynchus

- Подсемейство Bembropinae Regan, 1913
  - Bembrops Steindachner, 1876
  - Chrionema Gilbert, 1905
- Подсемейство Hemerocoetinae Kaup, 1873
  - Acanthaphritis Günther, 1880
  - Dactylopsaron Parin, 1990
  - Enigmapercis Whitley, 1936
  - Hemerocoetes Valenciennes, 1837
  - Matsubaraea Taki, 1953
  - Osopsaron Jordan & Starks, 1904
  - Pteropsaron Jordan & Snyder, 1902
  - Squamicreedia Rendahl, 1921
- Подсемейство Percophinae Swainson, 1839
  - Percophis Quoy & Gaimard, 1825